# キツネノマゴ
キツネノマゴ (狐の孫、学名：Justicia procumbens) は、キツネノマゴ科キツネノマゴ属の一年草である。

## 特徴
道端に生える小柄な雑草である。やや湿ったところを好む。夏に赤紫の小さな花をつける。本州から九州、朝鮮、中国からインドシナ、マレーシア、インドなどに分布する。
茎は根元がやや横に這い、分枝してやや立ち上がる。高さは10-40cm程度、茎は下向きの短い毛が生えている。
茎には節があり、節ごとに葉を対生する。葉は長さが2-4cm短い柄があって卵形で柔らかく、先端は少しとがる。両面に毛が生えている。
花は8-10月ころ。茎の先端から穂状花序を出す。花序には花が密につき、それぞれの花は基部に苞があるので、外見ではその苞が並んだ棒状の姿に見える。萼は深く5裂。花はいわゆる唇花型で、上唇は小さく三角形で、先端は2裂、下唇は丸く広がって反り、先端は3裂、全体は白だが、下唇が広く赤紫なので、赤紫の花との印象が強い。実は熟すと種をはじき飛ばし、翌年また芽を出すということを繰り返して殖える。
名前の由来はよく分かっていない。花序が花の咲いたあとに伸びる穂がキツネの尾のようだとか、花の形がキツネの顔を思わせるからなどの説も見かけるが、根拠に乏しい。民間薬として、鎮静、鎮痛、解熱、鎮咳に煎服。また、腰痛に絞り汁を浴剤として利用される。よく見れば可憐な花をつけるが、雑草扱いであることから注目度は低い。

## 近縁種
この属には熱帯を中心に約300種があるが、日本にはこの種だけである。ただし、琉球列島には同種ながらやや葉が厚くて小さいキツネノヒマゴ(var. riukiuensis Yamamoto)がある。名前は、孫より一回り小さいひ孫、と名付けられたと思われる。なお、茎が地表を這う姿になるものでキツネノメマゴ(var. hayatae (Yamamoto) Ohwi)が、やはり琉球列島から報告されているが、これについては疑問視する向きもある。